# Chockli
Chockli es una ciudad censal situada en el distrito de Kannur en el estado de Kerala (India). Su población es de 33732 habitantes (2011). Se encuentra a 30 km de Kannur y a 62 km de Kozhikode.

## Demografía
Según el censo de 2011 la población de Chockli era de 33732 habitantes, de los cuales 15055 eran hombres y 18677 eran mujeres. Chockli tiene una tasa media de alfabetización del 97,48%, superior a la media estatal del 94%: la alfabetización masculina es del 98,27%, y la alfabetización femenina del 96,86%.